# Dante și Vergiliu în Infern
Dante și Vergiliu în Infern este o pictură de Eugène Delacroix, pictată în 1822, când artistul avea 24 de ani. Lucrează cu mare înflăcărare la această pânză de dimensiuni extraordinar de mari: 2 x 2,5 m. La vremea respectivă, asemenea dimensiuni erau rezervate în special pentru teme mitologice sau religioase, și nicidecum literare, ca în acest caz. Delacroix pictează câte 12-13 ore pe zi, și tabloul va fi terminat în mai puțin de trei luni. În timpul lucrului la pânză, un prieten îi citește cu glas tare din "Infernul" lui Dante (1265-1321), căci tocmai cântul al VIII-lea al capodoperei italiene constituie tema principală de inspirație a tabloului. Expusă la Salon în anul 1822, pânza poartă un titlu amplu: Flegias îi trece pe Dante și pe Virgiliu peste lacul care înconjoară zidurile cetății infernale Dite.

## Descriere
Păcătoșii se agață de barcă sau încearcă să se urce în ea. Printre ei, Dante îi recunoaște pe florentini. Apărătorii lui David și ai neoclasicismului i-au reproșat diletantismul, s-au revoltat împotriva "stilului său fragmentar și haotic".  Dante și Vergiliu în Infern al lui Delacroix se opune în mod cert școlii neoclasice, care domina la acea vreme epoca. Renunțând la învățăturile lui Guerin (1774-1833), Delacroix preferă spontaneitatea expresiei picturale, exactității execuției; acordă o importanță mai mare culorii, decât desenului. Delacroix construiește cu ajutorul culorilor spațiu pictural, conferă profunzime și folosește fără ezitare încărcătura expresivă specifică culorilor. Picăturile de apă pe trupurile condamnaților sunt o îmbinare de culori pure, în care se observă influența operelor lui Rubens (1577-1640) și materia lui coloristică vibrantă și densă.